# Piatnitzkysaurus

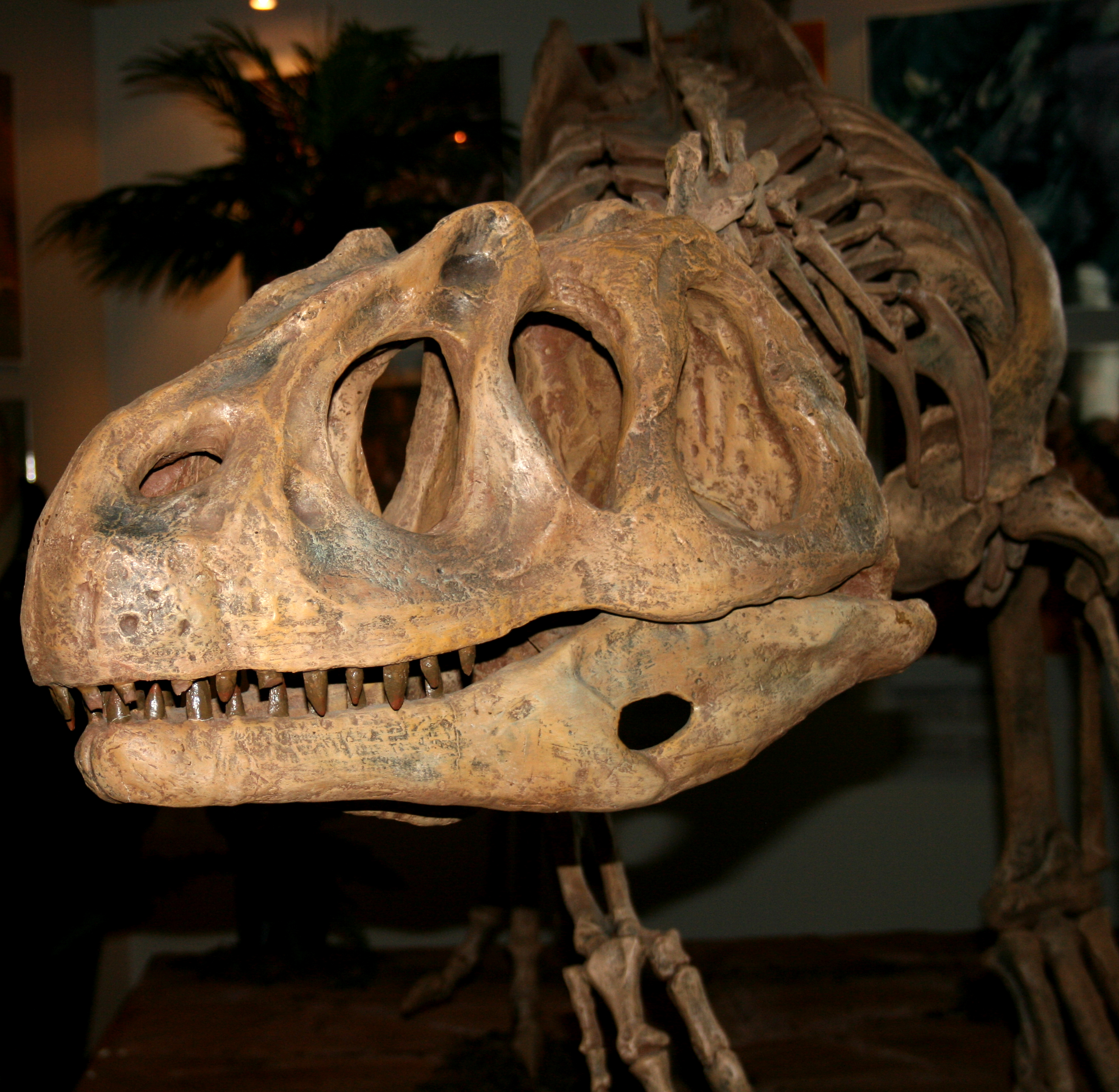
A Piatnitzkysaurus koponyája

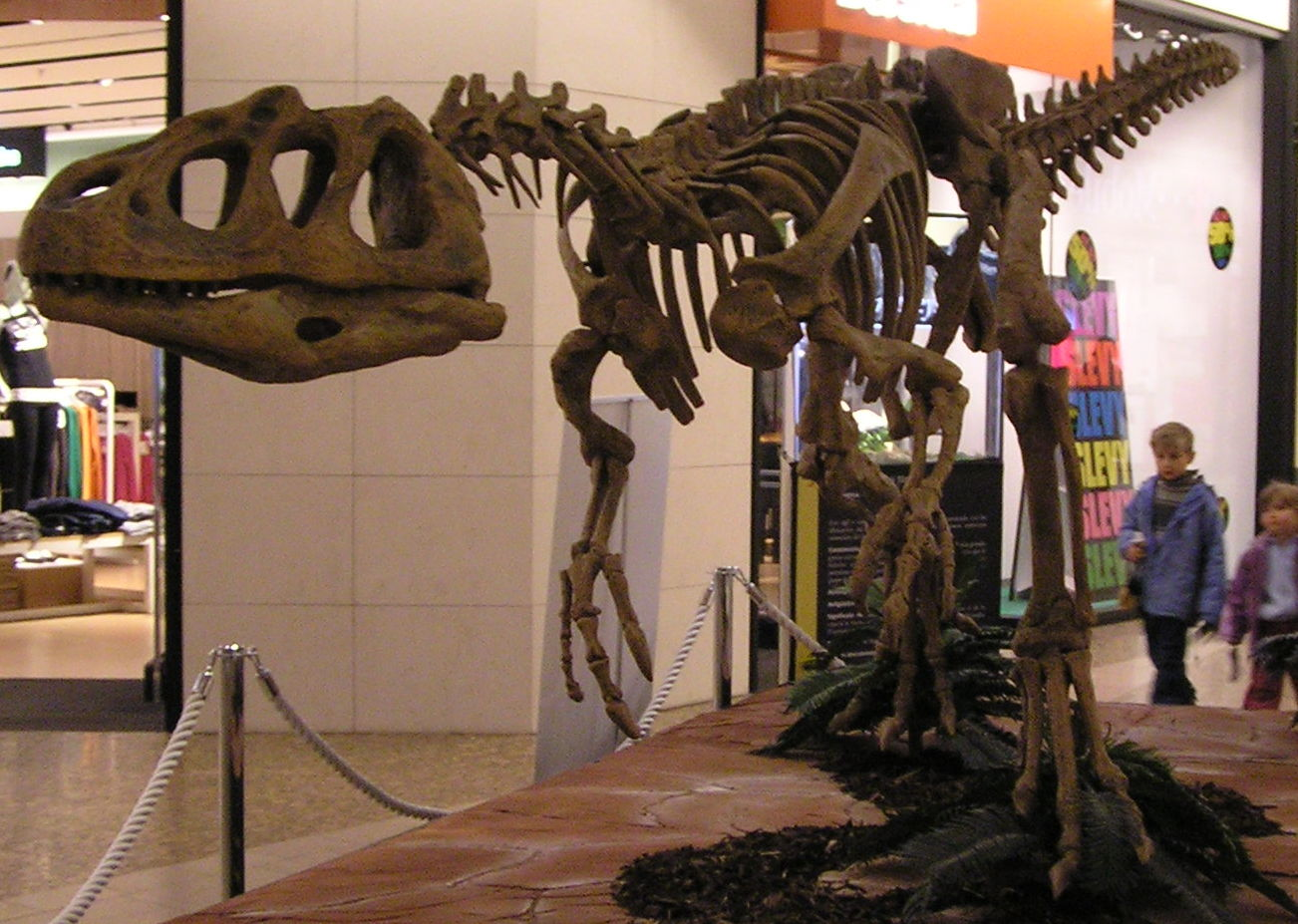
A Piatnitzkysaurus csontváza

A Piatnitzkysaurus a theropoda dinoszauruszok egyik neme, amely a középső jura időszakban (a callovi korszakban) élt Argentína területén. Az egyes tanulmányok megalosauridának vagy bazális carnosaurusnak tartják. Csak a részleges csontvázai ismertek; két részleges koponya és a koponya alatti (posztkraniális) csontváz részei, amik alapján a Piatnitzkysaurus egy közepes méretű, könnyű felépítésű, körülbelül 4,3 méter hosszú és mintegy 275 kilogramm tömegű, két lábon járó húsevő volt, amely erős mellső lábakkal rendelkezett.
A típusfajról, a Piatnitzkysaurus floresiről Jose Bonaparte készített leírást 1979-ben.

## Fordítás
- Ez a szócikk részben vagy egészben a Piatnitzkysaurus című angol Wikipédia-szócikk ezen változatának fordításán alapul.  Az eredeti cikk szerkesztőit annak laptörténete sorolja fel. Ez a jelzés csupán a megfogalmazás eredetét és a szerzői jogokat jelzi, nem szolgál a cikkben szereplő információk forrásmegjelöléseként.